# Tehmina Durrani

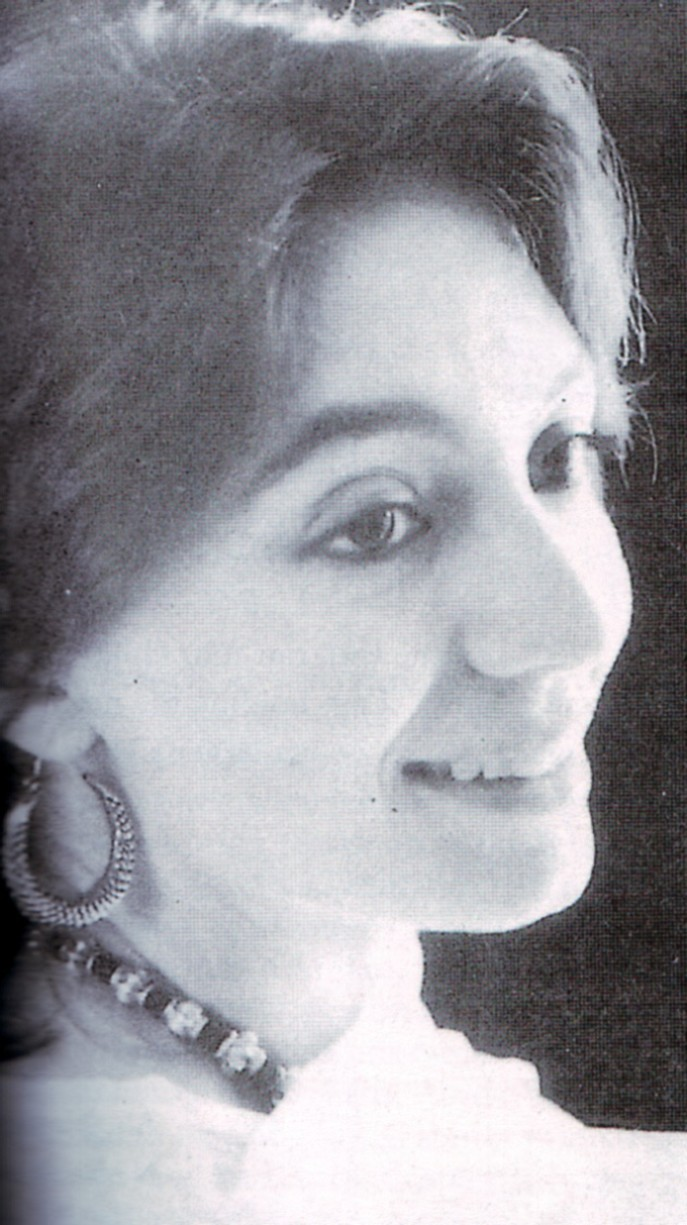
Tehmina Durrani (1994)

Tehmina Durrani (* 18. Februar 1953 in Lahore, Pakistan) ist eine pakistanische Autorin. Sie wurde bekannt durch ihren autobiographischen Romans My Feudal Lord (1990, deutsch: Mein Herr und Gebieter, 1994), in dem sie ihre traumatischen Erfahrungen mit ihrem Ehemann Mustafa Khar beschreibt und ein feudales, männerdominiertes Wertesystem anprangert. Durrani gehört den Durrani an.

## Kindheit und Jugend, erste Ehe
Tehmina Durrani wuchs in einer wohlhabenden Familie der pakistanischen Oberschicht auf. Ihr Vater Shakirulla Durrani war Leiter der Staatsbank. Ihre Mutter Samina verlangte von ihr Gehorsam und wies ihr im Alter von zwölf Jahren die Aufgabe einer Kammerzofe zu, die darauf zu achten hatte, dass ihre luxuriöse Garderobe stets in Ordnung gehalten wurde.
Die Heirat mit ihrem ersten Ehemann Annees Khan erfolgte 1971, nachdem ihre Mutter ihren anfänglichen Widerstand aufgrund seiner ihrer Meining nach zu geringen gesellschaftlichen Stellung aufgegeben hatte. 1973 wurde die Tochter Tanya geboren. 1975 erfolgte die Scheidung.

## Ehe mit Mustafa Khar (1976–1989)
Eine immer schwerer zu verheimlichende Affäre zwischen Durrani und Khar bestand bereits, als sie noch verheiratet war. Am 25. Juli 1976 wurden sie in aller Heimlichkeit in seinem Heimatort Kot Addu getraut. Für sie war es die zweite, für ihn die sechste Ehe. Beide haben vier gemeinsame Kinder: Naseeba (* 1977), Nisha (* 1979), Ali (* 1981) und Hamza (* 1985/86).
In ihrem Buch beschrieb sie später, dass sich sein Verhalten ihr gegenüber in der Ehe völlig verändert habe. Er belog sie, war krankhaft eifersüchtig und hatte gleichzeitig heimliche Affären mit anderen Frauen, insbesondere mit ihrer jüngeren Schwester. Er verlangte nicht nur absolute Unterwerfung, sondern misshandelte sie auch schwer körperlich.
Textbeispiel aus ihrem Buch:

„Mustafa erhob sich von seinem Stuhl und schlug mich heftig – zwei Stunden, nachdem ich sein Kind geboren hatte. Wie von einer Maschine ausgeführt, prasselten seine Schläge im Takt links und rechts in mein Gesicht. Dann besann er sich auf seine Lieblingsfolter und drehte meinen Unterarm, bis ich meinte, er würde in Stücke brechen. Ich biss mir heftig auf die Lippen, um nicht laut loszuschreien.“

Tehmina Durrani hat die Gewalttätigkeiten ihres Ehemanns unter großen Anstrengungen viele Jahre lang vor der Öffentlichkeit und insbesondere vor ihrer eigenen Familie verborgen, um den Anschein einer glücklichen Ehe um jeden Preis aufrechtzuerhalten. Erst nach jahrelangen Qualen und einem erfolglosen Suizidversuch begann sie, sich auch körperlich zu wehren und sich schließlich von ihm zu trennen. Daraufhin entführte Khar die gemeinsamen Kinder aus Europa und versteckte sie in Pakistan, obwohl er selbst dieses Land zu jener Zeit nicht betreten durfte und allen Beteiligten klar war, wie sehr die Kinder darunter litten. Dadurch schaffte er es, Durrani ein letztes Mal an sich zu binden.
Die endgültige Trennung erfolgte, als ihr Mann die Affäre mit ihrer jüngeren Schwester wieder aufnahm. Bei der Scheidung verlor sie nicht nur alle finanzielle Unterstützung, sondern auch das Sorgerecht für ihre Kinder und wurde von ihren Eltern verstoßen. Es gelang ihr jedoch später, das Sorgerecht für ihre Kinder wiederzuerlangen.
Mustafa Khar ist der Onkel der ehemaligen pakistanischen Außenministerin Hina Rabbani Khar (2011–2013).

## Buchveröffentlichungen, weiteres Leben
Ihr Buch My Feudal Lord erschien 1990 in Pakistan. Die Autorin selbst schreibt dazu:

„Die ersten Kritiken waren extrem ablehnend. […] Einige nannten es obszön und pornographisch. […] Mein Vater teilte der Presse schriftlich mit, er habe mich verstoßen und enterbt. […] Allmählich trat die negative Presseresonanz in den Hintergrund, und mein Bericht wurde mehr und mehr in dem Sinne aufgenommen, den ich beabsichtigt hatte: als Einblick in die soziopolitische Unordnung in unserer Gesellschaft. Ich galt zwar noch als Außenseiterin, wurde aber wieder akzeptiert.“

 1994 wurde das Buch international veröffentlicht und ist inzwischen in 36 Sprachen übersetzt. Ko-Autoren sind William Hoffer und Marilyn Hoffer.
Ihr zweites Buch A Mirror to the Blind (1996) ist eine Biographie von Abdul Sattar Edhi, den Gründer und Leiter der größten pakistanischen Wohlfahrtsorganisation.
Ihr drittes Buch Blasphemie (1998) hat die sadistischen sexuellen Praktiken eines muslimischen Geistlichen zum Thema. Die Autorin sagte dazu:

„Mein Buch richtet sich nicht gegen den Islam, sondern gegen die muslimische Mafia. Ich will zeigen, dass er kein mittelalterlicher Irrsinn ist, sondern eine tolerante Religion.“

Durrani heiratete 2003 Shahbaz Sharif, der 2008 Regierungschef von Punjab wurde, und wohnt mit ihm in Lahore. Shahbaz Sharif ist der Bruder von Nawaz Sharif.
Seit 2005 arbeitet sie in einer Nicht-Regierungs-Organisation mit, die die soziale Wiedereingliederung missbrauchter Frauen unterstützt. Bekannt wurde insbesondere ihr Einsatz für Fakhra Yunas, die 2001 Opfer eines Säure-Angriffes durch ihren damaligen Ehemann wurde und sich im März 2012 das Leben nahm. Der Täter Bilal Khar ist ein Sohn von Mustafa Khar.

## Werke
- 1991 My Feudal Lord
  - Mein Herr und Gebieter: Ich war die Begum des Löwen von Punjab, dt. von Almuth Dittmar-Kolb; Annette Meyer-Prien und Barbara Vogt; Hoffmann und Campe, Hamburg 1994, ISBN 3-455-08598-9.
- 1995 Edhi: A Mirror to the Blind
- 1998 Blasphemy
- 2013 Happy Things in Sorrow Times